# NGC 5629
NGC 5629 é uma galáxia lenticular (S0) localizada na direcção da constelação de Boötes. Possui uma declinação de +25° 50' 57" e uma ascensão recta de 14 horas, 28 minutos e 16,1 segundos.
A galáxia NGC 5629 foi descoberta em 6 de Maio de 1831 por John Herschel.